# El Pinar, Querétaro
El Pinar är en ort i Mexiko.   Den ligger i kommunen Amealco de Bonfil och delstaten Querétaro Arteaga, i den sydöstra delen av landet, 140 km nordväst om huvudstaden Mexico City. El Pinar ligger 2 689 meter över havet och antalet invånare är 181.
Terrängen runt El Pinar är kuperad söderut, men norrut är den platt. El Pinar ligger uppe på en höjd. Runt El Pinar är det ganska tätbefolkat, med 78 invånare per kvadratkilometer. Närmaste större samhälle är Amealco, 1,8 km nordost om El Pinar. I omgivningarna runt El Pinar växer huvudsakligen savannskog.